# 天江一
HD 155401，又名CD-2711516，SAO 185142、HR 6387，是一颗蛇夫座的恒星，视星等为6.14，位于銀經356.95，銀緯6.74，其B1900.0坐标为赤經17h 6m 9.2s，赤緯-27° 6.74′ 19″。